# Salelles (Oristà)
Salelles és una masia d'Oristà (Lluçanès) inclosa a l'Inventari del Patrimoni Arquitectònic de Catalunya.

## Descripció
Construcció de planta rectangular i teulat a doble vessant, amb planta baixa, pis i golfes.
Els murs, fets de pedres, estàn parcialment arrebossats, cosa que permet distingir uns carreus ben tallats a la part baixa dels murs. Posteriroment s'alçà la teulada amb un aparell diferent i es feren reformes amb totxanes.
Divereses construccions annexes que encara s'utilitzen com a corts de bestiar, conformen amb la casa un pati d'entrada al qual s'accedeix per una porta amb llinda i teulat a doble vessant.

## Història
Al fogatge fet a Oristà el 1553 apareix el nom de Bernat Vilarovis que està a Salelles.
A la parròquia de la Torre es conserva una llista de masos existents a les parròquies d'Oristà a la segona meitat del segle xix. El mas Salelles consta com a pertanyent a la parròquia de Santa Maria de la Torre.